# Mohammed Raghib
Mohammed Raghib Bajá, gran visir del Imperio otomano, nació hacia el año del 1702; manifestó desde niño suma inclinación al estudio, por lo cual mereció el sobrenombre de Raghib o estudioso.
Admitido en las oficinas de la Sublime Puerta, desempañó alternativamente varios destinos; fue nombrado en 1736 (mehtonbjy effendi) secretario general gran visir y al año siguiente enviado en clase de plenipotenciario al congreso de Niemirow, donde firmó un tratado con el del emperador de Alemania. Esta misión le mereció después el puesto de reís effindi (secretario de estado para los negocios exteriores); y posteriormente la dignidad bajá de tres colas, desempañando sucesivamente los gobiernos Aidin, de Alepo y del Egipto, hasta que en 1757 el sultán Osmán III le eligió para el puesto de visir supremo que conservó hasta muerte acaecida en 1768.
El inglés Porter y el barón de Yott han hecho grandes elogios del mérito, de la habilidad y del carácter de este ministro, aunque le echan en el haber sido cruel con todos aquellos que le hacían sombra. Chénier, padre de los dos poetas franceses así apellidados, dice, hablando de Raghib «que era uno turcos mas ilustrados de su siglo, у аcаsо el que escribía mejor.» 
Apasionado por los conocimientos extranjeros quiso que le tradujesen en lengua turca una historia de la China, que no se concluyó sino después de su muerte; y él mismo compuso algunas misceláneas en idioma árabe, con el título de Sefinei-Raghib («Bajel de los estudiosos»); una colección de poesías; otra de chistes y de sentencias, y un libro de cartas que tratan de asuntos diplomáticos y administrativos. Fundó también una biblioteca en Constantinopla que conservaba en 1835 su nombre.